# Платонов, Илья Алексеевич
Илья Алексеевич Платонов (род. 31 июля 1998, Москва, Россия) — российский профессиональный баскетболист, играющий на позиции лёгкого форварда.

## Карьера
В сезоне 2010/2011 в составе команды СШОР №49 «Тринта» Платонов стал серебряным призёром Первенства России среди юношей 1998 г.р.
До 16 лет Платонов играл за юношескую команду «Спартака» (Видное) из Московской области.
В 2014 году Илья переехал в Краснодар и присоединился к молодёжной системе «Локомотива-Кубань».
В сезоне 2017/2018 статистика Платонова в 16 матчах Единой молодёжной лиги ВТБ составила 10,3 очка, 6,4 подбора и 1 передача, а по итогам «Финала восьми» Илья был включён в символическую пятёрку турнира.
В сезоне 2018/2019 Платонов совмещал выступления за молодёжную команду с играми за «Локомотив-Кубань-ЦОП» в Суперлиге-2. За 17 матчей в этом турнире Илья показал статистику в 15,2 очка, 7 подборов, 1,4 передачи и 1,1 перехвата. В том же сезоне Платонов дебютировал за основную команду «Локомотива-Кубань», приняв участие в 5 матчах Единой лиги ВТБ и в 1 матче Еврокубка против хорватской «Цедевиты». Его статистика в Единой лиге ВТБ составила 3,4 очка и 1,2 подбора.
В сезоне 2019/2020 Платонов вновь выступал за «Локомотив-Кубань-ЦОП» в Суперлиге-2. В 10 матчах Илья набирал 13,3 очка, 6,8 подбора и 1,8 передачи.
В августе 2020 года Платонов подписал 4-летний контракт с «Нижним Новгородом».
В сезоне 2020/2021 Платонов сыграл в 11 матчах Единой лиги ВТБ, в которых набирал 2,5 очка, 1,8 подбора и 0,3 передачи.
В сезоне 2021/2022 Платонов принял участие в 17 матчах Единой лиги ВТБ, где его средняя статистика составила 5,7 очка, 3,4 подбора и 0,6 передачи. В 5 матчах Лиги чемпионов ФИБА Илья набирал 2,8 очка и 3,6 подбора.
В июле 2022 года Платонов перешёл в МБА. В составе команды Илья стал бронзовым призёром Кубка России.
В июне 2023 года Платонов подписал 2-летний контракт с «Самарой».
4 апреля 2024 года в игре против МБА (69:73) Платонов получил тяжёлую травму колена. Илье потребовалась операция и почти 11 месяцев на восстановление. 2 марта 2025 года в матче с «Автодором» (74:90) Платонов вернулся на площадку.
В июле 2025 года Платонов стал игроком «Нижнего Новгорода».

## Сборная России
В июле 2017 года Платонов вошёл в состав сборной России (до 20 лет), которая принимала участие в чемпионате Европы в дивизионе В. Заняв 4 место, игрокам сборной не удалось выполнить задачу по возвращению команды в дивизион А: в матче за 3 место сборная России уступила Великобритании (65:81).
В июне 2019 года Платонов получил приглашение в открытый тренировочный лагерь для ближайшего резерва сборной России.
В январе 2023 года Платонов принял участие в расширенном просмотровом сборе кандидатов в сборную России.

## Достижения
- Бронзовый призёр Кубка России: 2022/2023